# Bolitoglossa taylori
Bolitoglossa taylori é uma espécie de anfíbio caudado pertencente à família Plethodontidae, sub-família Plethodontinae.